# Melikehmedli
Melikehmedli est un village de la région de Qubadli en Azerbaïdjan.

## Histoire
Le nom ancien du village était Iydeli.
En 1993-2020, Melikehmedli était sous le contrôle des forces armées arméniennes. En 2020, le village de Melikehmedli a été restitué sous le contrôle de l'Azerbaïdjan.